# Giulio Ceradini
Giulio Ceradini (Roma, 1º ottobre 1918 – Roma, 9 febbraio 2005) è stato un ingegnere italiano.

## Biografia
Ceradini si laurea a Roma in ingegneria civile nel 1941. Dal 1943 al 1946 lavora al Laboratorio Federale di prova materiali di Zurigo in Svizzera, diretto da Mirko Roš, con il compito di monitorare i ponti realizzati da Robert Maillart.
Nel 1946 rientra in Italia e lavora presso il Centro di studio dei ponti del CNR, diretto da Aristide Giannelli, di cui dal 1948 fu assistente. Nel 1962 diviene professore straordinario di Scienza delle costruzioni nell'Università di Firenze. La sua ricerca si applicò oltre che al campo dei ponti anche alla dinamica, alla plasticità, al meccanismo di collasso e a numerosi problemi dell'ingegneria delle strutture. Dal 1967 fino al pensionamento ha diretto l'Istituto di Scienza delle costruzioni dell'Università di Roma. Nel 1969 ha vinto, come coprogettista del Gruppo Lambertini, il primo premio ex aequo al Concorso internazionale di idee per il Ponte sullo Stretto di Messina.